# Over Shine
「Over Shine」（オーバー・シャイン）は、日本の歌手・愛内里菜の14作目のシングル。

## 概要
- 愛内のバースデーライブイベント「里菜♥祭り 2003」を翌日に控えて発売されたシングル。制作にあたってもこの点は意識していた。
- ジャケットには敢えて太陽を使わず、バイクに乗っている愛内の写真が使われている。これは愛内本人によると「登場感」の表現であり、真夏を突っ走るイメージとのことである。
- PVではダンスシーンが披露された。
- アルバム『Single Collection』には未収録。
- 「NAVY BLUE」以来のオリコンTOP5入りは、本作で途切れた。

## 収録曲
1. Over Shine
  - 作詞：愛内里菜 / 作曲：輝門 / 編曲：徳永暁人

「立てノリ」楽曲。「Over Shine」は「溢れんばかりの輝き」を意味し、愛内がリスナーにとって「光」のような存在で、力になっていきたいという願いを込めている。
2. CODE CRUSH
  - 作詞：愛内里菜 / 作曲：五大ゆり / 編曲：corin.

作詞を始めた時期が戦争中だったために、その時に突き詰めていったときの気持ちを書いたという。
3. Ruby stars
  - 作詞：愛内里菜 / 作曲：五大ゆり / 編曲：AKIRA

タイトル曲とは逆に、愛内がファンから力を貰う立場で、タイトルではそのファンを宝石や星に喩えた。ちなみにルビーは愛内の誕生石。
4. Over Shine -instrumental-
5. CODE CRUSH -instrumental-
6. Ruby stars -instrumental-

## タイアップ
- 日本テレビ系『三宅裕司のドシロウト』エンディングテーマ（#1）
- 日本テレビ系『AX MUSIC-TV』AX POWER PLAY #035（#1）
- カプコンプレイステーション2用ゲーム『ロックマンX7』テーマソング（#2）
- 日本テレビ系『THE・サンデー』エンディングテーマ（#3）

## 収録アルバム
- A.I.R（#1,2）
- GIZA studio Masterpiece BLEND 2003（#1）
- ALL SINGLES BEST 〜THANX 10th ANNIVERSARY〜（#1）
- COLORS（#3）